# Йогмая Неупане
Йогмая Неупане (неп. योगमाया न्यौपाने; 1867 — 5 липня 1941) — релігійна лідерка, активістка за права жінок і поетеса з району Бходжпур у Непалі. Вважається однією з перших поетес Непалу з її єдиною опублікованою збіркою віршів «Сарварта Йогбані» (неп. सर्वार्थ योगवाणी).
Дія віршів відбувається приблизно у період правління династії Рана та британського раджі. У стилі відображаються культурний і політичний гніт того часу, він виразно оригінальний і сміливо відкритий. Попри те, що вона приділяла значну увагу індуїстському релігійному контексту, її вірші та теми значною мірою зосереджувалися на правах жінок і меншин у регіоні, що привернуло увагу багатьох людей у той час. У пізні роки її діяльність перебувала під суворим контролем уряду, а її вірші були заборонені владою. Попри переслідування вона залишилася в країні та провела решту життя у Східному Непалі. Вважається також, що Йогмая заснувала першу організацію, що відстоювала права жінок, і була головним лобі за скасування 1920 року саті в Непалі.
Через дедалі жорсткіше ставлення влади до Йогмаї та її групи прихильників, разом з 67 її послідовниками 1941 року вчинила наймасовіше самогубство в історії Непалу, стрибнувши в річку Арун. У січні 2016 року уряд Непалу випустив поштову марку на знак визнання її внеску.

## Біографія

### Молодість і сім'я (1867—1872)
Народилася 1867 року в родині брахманів у Маджхувабеші, Непаледада. Була старшою дитиною та єдиною дочкою у сім'ї з трьох дітей Шрілала Упадх'яя Нойпане та Чандракали Неупане.
Згідно з поширеними звичаями брахманів того періоду, 7-річну Йогмаю видали заміж за хлопчика Манората Койрала. Проте вона не змогла призвичаїтися до життя у свекрів, і вважається, що вона стала жертвою домашнього насильства. Приблизно в підлітковому віці вирішила втекти від них і повернутися до рідної домівки. Проте її не прийняли вдома, а батько та громада наполягали, щоб вона повернулася до свекрів. Але через те, що свекри відмовлялися прийняти її назад батько все ж таки, вагаючись, вирішив дозволити їй залишитися.
Є два протилежних припущення щодо долі чоловіка Йогмаї Манората Койрала. У популярних версіях згадується, що він помер у 10 років, а Йогмая, стала неповнолітньою вдовою, через що потерпала від знущань свекра. Однак сучасні літературні дослідження стверджують, що насправді її чоловік одружився з іншою після втечі Йогмаї.

### Другий шлюб (1872—1917)
У підлітковому віці була самотньою жінкою в дуже консервативному та репресивному суспільстві брахманів, але їй вдалося таємно завести стосунки з хлопчиком-брахманом по сусідству, на прізвище Кандел (ім'я невідоме). Йогмая втекти з дому в Бходжпурі і вийшла заміж за нього в Ассамі. Вважається, що після понад десятирічний шлюб вони розлучилися і вона залишилася виховувати доньку. Деякі джерела стверджують, що її другий чоловік помер, а інші, що після розриву вони залишилися у хороших стосунках. Деякі літературні джерела згадують, що після смерті другого чоловіка вона вийшла заміж втретє за Дотеля. Історики сперечаються, чи народила Йогмая двох дочок, чи одну, достеменно відомо про її доньку Найнакалу Неупане.

### Зречення і повернення до Непалу (1917)
Вирішивши, що з неї досить шлюбів і мирського життя, вирішила самозректися і прожити решту життя як аскет. Серед чоловіків в індуїстському суспільстві того часу такий триб був досить поширеним, але для жінок це був винятком. Йогмая повернулася до Непалу зі своєю дочкою Найнакалою в рідне село в Маджхувабесі і передала дочку братові Агнідхару Нойпане та невістці Ганзі. Відмовившись від усіх обов'язків вона повністю прийняла життя аскета. Саме в цей період Йогмая почала складати релігійні вірші. Аналіз її попередніх тем спонукав вчених до припущення, що Йогмая перебувала під сильним впливом принципів реформістського індуїстського лідера Даянанди Сарасваті, який здобув величезну популярність у всій Індії, коли Йогмая мешкала в Ассамі.

### Подорож Непалом (1917—1918)
Під час подорожі Непалом познайомилася з багатьма відомими релігійними лідерами, як-от Сваргадварі Махапрабху Абхаянандою Другим, який високо цінував її відданість і, таким чином, скерував її йогичною духовною освітою за традицією святого Джошмані. Після подорожі вирішила енергійно практикувати медитативну садхану у рідному селі.

### Повернення до Маджхувабесі (1918—1930)
Практикувала надзвичайно складні техніки медитації, зокрема медитацію протягом багатьох днів біля багаття влітку, без теплого одягу в холодних печерах взимку. Вона медитувала під час посту і пила лише воду протягом кількох тижнів. В інший період зустрічалася з людьми та своїми родичами, яким читала свої вірші, які вплинули на багатьох місцевих жителів, а кількість її прихильників неухильно зростала. Один з її учнів, Бхім Бахадур Баснет, побудував для неї хатину, а також склав вірші, які опублікував у Сіккімі.
Трагічні події та дискримінація, з якими зіткнулася Йогмая в доаскетичному житті, сильно вплинули на її погляд на несправедливість, присутню в непальському індуїстському суспільстві. Попри те, що Йогмая була послідовницею та проповідницею індуїстської духовної філософії, вона вважала, що патріархальне суспільство того часу несправедливо дискримінувало жінок, а у Непалі відносило до нижчого економічного класу. У своїх віршах вона намагалися донести про цю несправедливість. Після публікації її поезій до неї долучилися послідовники із Дарджилінга та Катманду.
Хоча вчення вплинуло на багато непривілейованих і політично ізольованих мас, багатьох місцевих землевласників, що належали до роду Баснет, близькі до центральної влади у Катманду, вважали аскетницю та її послідовників загрозою патріархальним підвалинам і різко почали протистояти їй. Зрештою, її активність і популярність привернули увагу жорстокого режиму Рана.

### Зустрічі з представниками уряду (1930—1936)
Йогмая вважала, що уряд став надзвичайно корумпованим. У віршах вона відкрито критикувала бюрократів, які процвітали на хабарництві та позбавляли людей навіть елементарних прав. З метою просування та проповідування своїх ідей, а також переконання влади у Катманду змінити свою дискримінаційну та корумповану політику 1931 року Йогмая відправила до Катманду одного зі своїх учнів Премнараяна Бхандарі, який пізніше став знаний як Харерам Прабху. На зустрічі тодішній прем'єр-міністр Непалу Джудда Шумшер Рана усно запевнив у дотриманні священної обітниці правди у подальшому та послав передати послання Йогмаї. Проте протягом наступних чотирьох років нічого не змінилося. 1936 року Йогмая знову відправила Бхандарі до Катманду, а пізніше того ж року сама приїхала туди зі своєю дочкою. Прем'єр-міністр знову запевнив у змінах, але не запровадив жодної реформи. Перед тим, як залишити долину Катманду, Йогмая передала прем'єр-міністру звернення з 24 пунктів, у якому детально описала реформи, які вона з послідовниками очікує в країні. Це занепокоїло Джудду Шумшера та його прихильників, які тепер бачили в Йогмаї загрозу, тому швидко посприяли її поверненню у Бходжпур.

### Невдоволення станом і загроза масового самогубства на багатті (1936—1939)
Під впливом Руху за незалежність Індії інакомислення проти режиму Рана почало зростати наприкінці 1930-х років. У відповідь тодішній уряд вдався до більш жорстоких методів проти дисидентів. Реформи, яких вимагала Йогмая та її послідовники, неодноразово ігнорувалися державою, а діяльність її групи постійно контролювалася. 1935 року Йогмая почала публічно виступати проти корумпованої та жорстокої адміністрації. Вона заявляла, що настав час розпочати нову еру, знищивши несправедливість, забобони та корупцію, які панували у непальському суспільстві. Вона заявляла, що не хоче бути вплутаною в мінливу епоху, оскільки вже наближалася до спасіння, і тому незабаром свідомо пожертвує себе в ім'я бога.
Оскільки Джудда Шумсер не виконав запевнень, Йогмая склала план принести себе в жертву, згорівши у багатті разом з 240 учнями. Попри офіційні звернення влада не звернула увагу, і вона призначила самоспалення на 12 листопада 1938 року.

### Втручання держави та арешт її послідовників (1939—1941)
Побоюючись масових невдоволень, Джудда Шумсер наказав зірвати захід, направивши близько 500 співробітників служби безпеки. 11 послідовників ув'язнили в Дханкуті на три роки, а більшість послідовниць і сама Йогмая утримувалися в храмі Радхакрішни протягом трьох місяців, тоді як більшість чоловіків-послідовників були звільнені з в'язниці через три роки, у квітні 1941 року.

### Масове самогубство (1941)
Після звільнення всіх учнів Йогмая не відкинула плани самогубства. Вона призначила нову дату події на 5 липня 1941 року й особисто дозволила лише обраній групі послідовників приєднатися до неї. Релігійний ритуал для Джал Самадхі розпочався в ночі 4 липня 1941 року, а вранці 5 липня близько 4 години ранку Йогмая вчинила ритуальне масове самогубство, піднявшись на скелю, поставивши на голову тарілку з запаленими масляними лампами і стрибнувши у бурхливу річку Арун. Після неї 65 учнів стрибнули того ж дня, а наступного дня ще двоє її учнів наслідували їхній приклад. Загальна кількість жертв склала 68 осіб.

## Спадщина
Йогмая та її донька Найнакала були неписьменними. Її вірші зібрали й опублікували учні.
Новини та матеріали про Йогмаю та масове самогубство активно піддавалися цензурі режимом Рана, доки його не було повалено 1951 року. Однак навіть під час першої ери багатопартійної демократії (1951—1960) та періоду Панчаят (1960—1990) держава загалом не заохочувала згадувати про Йогмаю. З усім тим, залишилися учні, які були розкидані навколо Бходжпура, Хотанга та Санкхувасабхи, продовжували місцеву традицію до 1990-х років.
Після зняття обмежень на в'їзд до Непалу для іноземних відвідувачів закордонні дослідники почали шукати інформацію про Йогмаю. Після 1980-х відомі західні науковці, зокрема Барбара Німрі Азіз і Майкл Гатт, досліджували й публікували свої літературні праці, пов'язані з Йогмаєю.
Йогмаю почали вивчати в окремих дисциплінах в університетах Непалу, зокрема в курсі соціології, антропології та жіночих студіях.
Родичі та місцеві жителі створили організацію для популяризації роботи та діяльності Йогмаї, а також зберегти місця, де Йогмая проводила значний час під час свого аскетичного життя.
16 листопада 2016 року уряд Непалу випустив поштову марку на знак визнання її внеску в історію Непалу.
Непальська письменниця Нілам Каркі Ніхаріка отримала головну нагороду 2018 року за біографічний роман «Йогмая». Драматург з Непалу Танка Чаулагайн пізніше на основі книги написав п'єсу, яку ставили в театрі Шілпі в Катманду у червні 2019 року.